# Luciano Castellini
Luciano Castellini, né le 12 décembre 1945 à Milan en Italie, est un footballeur international puis entraîneur italien. Il évoluait au poste de gardien de but.

## Biographie
Luciano Castellini fait partie de l'équipe nationale d'Italie participant à la Coupe du monde 1974. Il officie comme troisième gardien, derrière Dino Zoff et Enrico Albertosi, et par conséquent ne joue pas la moindre minute de jeu lors du mondial.
Il compte une seule sélection internationale, acquise lors d'un match amical face à la Belgique le 26 janvier 1977 (victoire 2-1) à Rome, ou il remplace Dino Zoff à la mi-temps.
Au cours de sa carrière, il dispute plus de 400 matches de série A, avec notamment huit saisons au Torino FC, et sept au SSC Naples, ou il arrête sa carrière de joueur en 1985. Il remporte avec le Torino une Coupe et un championnat d'Italie. Avec le Torino, il participe à la Coupe d'Europe des clubs champions (4 matchs joués), mais également à la Coupe des coupes, et à la Coupe de l'UEFA.
Il entraîne brièvement l'équipe première de l'Inter Milan en 1997, à la suite de la démission de Roy Hodgson, le temps de deux matches à la fin de la saison 1996-1997. Il y office également en tant qu'entraîneur des gardiens.

## Palmarès
- Championnat d'Italie en 1976 avec le Torino
- Vainqueur de la Coupe d'Italie en 1971 avec le Torino